# Siegenita
La siegenita és un mineral que pertany al grup linneïta, de la classe dels sulfurs. Rep el seu nom de la regió minera de Siegen (Alsàcia), on va ser descoberta l'any 1850.

## Característiques
És un sulfur de cobalt i níquel. Cristal·litza en el sistema cúbic formant cristalls octahedrals. També s'hi pot trobar de manera granular o massiva. Forma una sèrie de solució sòlida amb la violarita (FeNi₂S₄), en la qual la substitució gradual del cobalt per ferro va donant els diferents minerals de la sèrie. El grup de la linneïta al qual pertany està format per sulfurs i similars amb l'estructura de l'espinel·la. A més dels elements de la seva fórmula, sol portar com impureses: seleni, coure i ferro. Pot ser extreta a les mines juntament amb altres sulfurs com a mena dels metalls que inclou.
Segons la classificació de Nickel-Strunz, la siegenita pertany a «02.DA: Sulfurs metàl·lics, M:S = 3:4» juntament amb els següents minerals: bornhardtita, carrollita, cuproiridsita, cuprorhodsita, daubreelita, fletcherita, florensovita, greigita, indita, kalininita, linneïta, malanita, polidimita, trüstedtita, tyrrel·lita, violarita, xingzhongita, ferrorhodsita, cadmoindita, cuprokalininita, rodostannita, toyohaïta, brezinaïta, heideïta, inaglyita, konderita i kingstonita.

## Formació i jaciments
Es forma en vetes hidrotermals amb altres sulfurs de coure, ferro i níquel. Sol trobar-se associada a altres minerals com: calcopirita, pirrotina, galena, esfalerita, pirita, mil·lerita, gersdorffita o ullmannita.
Als territoris de parla catalana ha estat descrita a la mina Atrevida (Vimbodí i Poblet, Conca de Barberà), a la mina Eugenia (Bellmunt del Priorat, Priorat), a la mina Alforja (Alforja, Baix Camp) i a la mina Eureka (La Torre de Cabdella, Pallars Jussà).